# Needed Me
Needed Me is een nummer van de Barbadiaanse zangeres en songwriter Rihanna van haar achtste studioalbum Anti (2016). Het nummer werd geschreven door Rihanna, Brittany Hazard, Charles Hinshaw en Derrus Rachel samen met zijn producer DJ Mustard en zijn coproducenten Twice as Nice en Frank Dukes . Def Jam bracht "Needed Me" uit op de reguliere radio. "Needed Me" is een "mellow" dubstep- gearomatiseerd electro - R&B nummer, dat een downtempo en losse productie met synthetische geluiden bevat. De songtekst heeft een romantische afwijzing.

## Achtergrond
In de Verenigde Staten piekte het nummer op nummer zeven in de Billboard Hot 100 en werd het de 29e top 10-hit van Rihanna. De bijbehorende videoclip van het nummer werd geregisseerd door filmproducent Harmony Korine en ging in première op 20 april 2016, ter ere van 420. De video speelt zich af in Miami en toont Rihanna met een pistool, rijdend op een motor, voordat ze naar een stripclub gaat, waar ze een man vermoordt. Rihanna zong "Needed Me" tijdens de Anti World Tour. Het nummer ontving een Grammy-nominatie voor de beste R & B-uitvoering tijdens de 59e ceremonie.